# 敘利亞-瑪蘭卡禮天主教伯拉薩拉教區
敘利亞-瑪蘭卡禮天主教伯拉薩拉教區 （拉丁語：Eparchia Bahirdardessiensis）是一個東儀天主教教區（敘利亞-瑪蘭卡禮），屬特里凡得琅大總教區。
教區成立於2017年8月5日，位於喀拉拉邦南部，候任教區主教為多默·奈克坎帕拉姆皮爾。